# 周作人
周作人（1885年1月16日—1967年5月6日），原名櫆寿（后改为奎绶），字星杓，又名启明、啟孟、起孟，筆名遐壽、仲密、豈明，号知堂、药堂等，书斋名苦雨斋，男，浙江紹興人，近代中国散文家、文学理论家、评论家、诗人、翻译家、日本通，中国民俗学开拓人，新文化运动代表人物。魯迅（周树人）之弟，周建人之兄。历任国立北京大学教授、东方文学系主任，燕京大学新文学系主任、客座教授。新文化运动中是《新青年》的重要同人作者，并曾任新潮社主任编辑。五四运动之后，与郑振铎、沈雁冰、叶绍钧、许地山等人发起成立“文学研究会”；并与鲁迅、林语堂、孙伏园等创办《语丝》周刊，任主编和主要撰稿人。

## 生平

### 早年

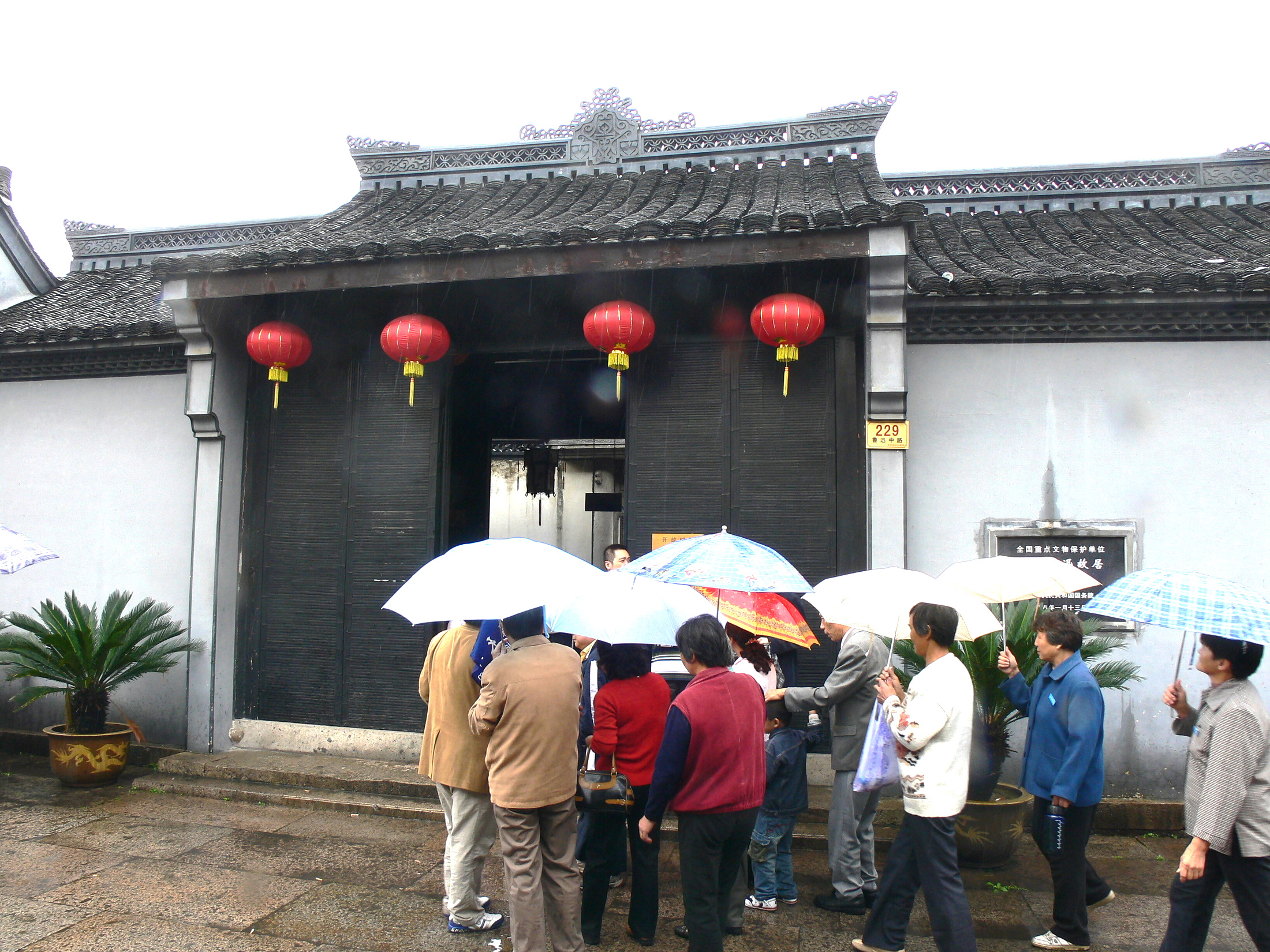
周家新台门

周作人出生在绍兴府城内的周家新台门（今绍兴鲁迅故居），籍贯属会稽县。出生时祖父周福清在京任官，得到家信时正好有一魁姓旗人来访，遂将这个孙子取名“櫆寿”，与长孙“樟寿”（鲁迅原名）对应。

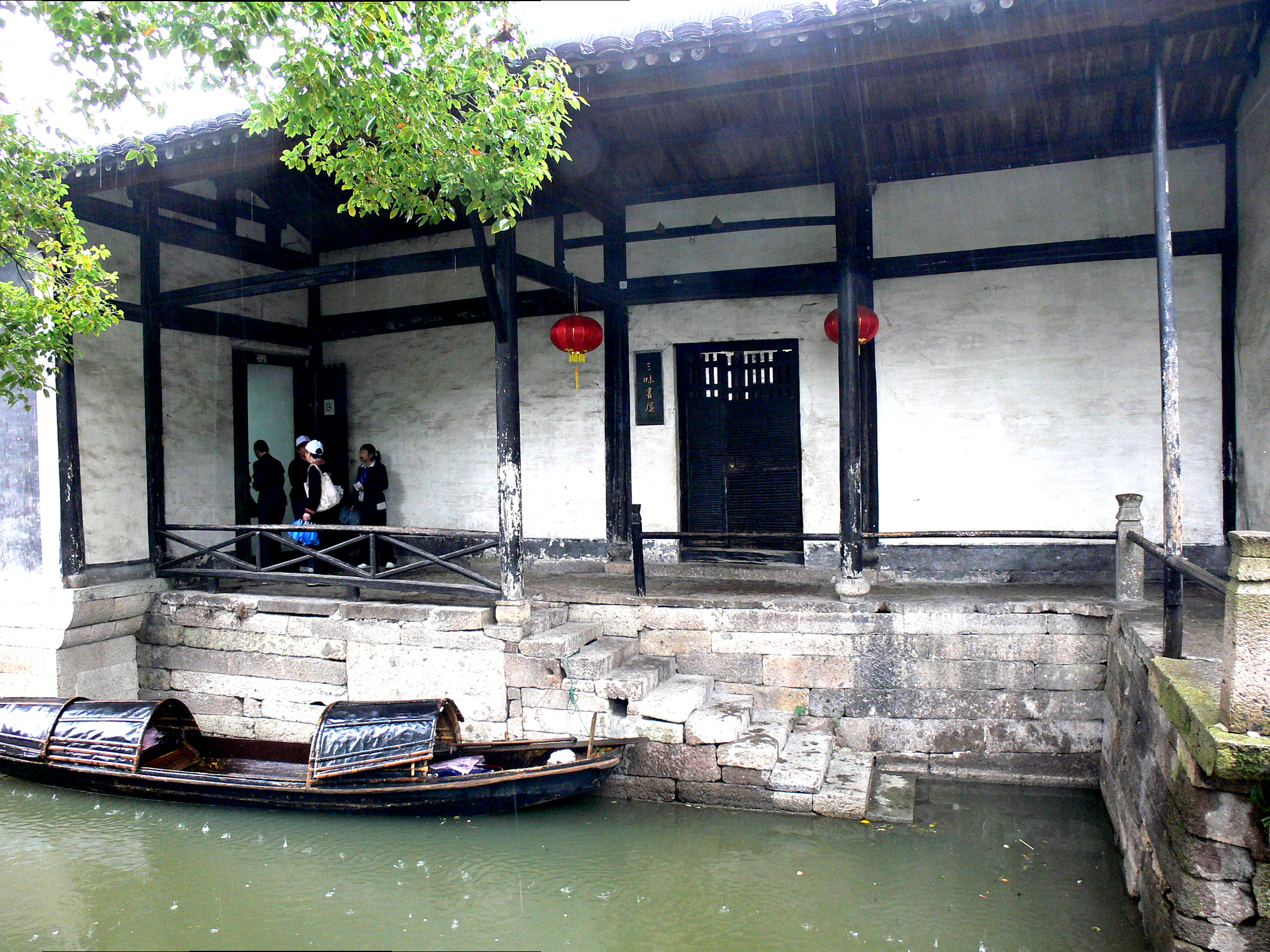
周家新台门对岸的三味书屋

周作人幼年在家鄉的私塾書屋（三味书屋）裡接受傳統的國學教育，1898～1899年和1900～1901年两次参加科举均止于院试。
後來在國內新學的風潮中，于1901年到南京進入江南水師學堂（民國後改海軍軍官學校），在管輪班（輪機科；輪機專業）讀了6年，當時專業科目都用英文書，他因此有了相當的英文基礎，後來考取官費生，和哥哥魯迅、好友許壽裳（季茀）等人留學日本。

### 留学日本
他以學“造房子”（土木工程、建築工程）的名目出國，抵日後先讀法政大學預科，後入東京立教大學修希臘文和英文等西方語文（周作人的古英語頗有水平），研讀《遠征記》（蘇格拉底的學生色诺芬的著作）等文學經典，課後也到神學院學福音書的希臘原文。
課餘和哥哥翻譯出版了《域外小說集》（在1909年的2月，印出第1册，到6月間，又印出第2册），這两部譯作以东欧弱小民族文学为主，也包括王爾德等的作品，其中的迦爾洵的《四日》，安特來夫的《謾》和《默》這3篇是魯迅翻譯，魯迅校訂了周作人翻譯的其他各篇，這是史上第1部直接從英語、德語原文翻譯成漢語古文的短篇小說集。
魯迅、周作人1920年3月20日給這1年的重印版寫的域外小說集序裡說：每集在東京只賣去20本就再也没有人買了，第1集另有1本是許壽裳怕寄售處不遵定價，額外需索而去試買的（半年過去了，先在就近的東京寄售處結了帳。計第一冊賣去了二十一本，第二冊是二十本，以後可再也沒有人買了。那第一冊何以多賣一本呢？就因為有一位極熟的友人，怕寄售處不遵定價，額外需索，所以親去試驗一回，果然劃一不二，就放了心，第二本不再試驗了——但由此看來，足見那二十位讀者，是有出必看，沒有一人中止的，我們至今很感謝），上海的寄售處「是至今还没有详细知道。听说也不过卖出了二十册上下，以后再没有人买了。于是第三册只好停板，已成的书，便都堆在上海寄售处堆货的屋子里。过了四五年，这寄售处不幸被了火，我们的书和纸板，都连同化成灰烬；我们这过去的梦幻似的无用的劳力，在中国也就完全消灭了。」
胡適在《五十年來中國之文學》裡說：「周作人同他的哥哥也曾用古文來譯小說。他們的古文工夫既是很高的，又都能直接了解西文，故他們譯的《域外小說集》比林譯的小說確是高的多。」
蔡元培1919年3月18日寫給林紓的公開信裡說：「周君所譯之《域外小说》，則文筆之古奧，非淺學者所能解。」
周氏兄弟、許壽裳、钱玄同等在日本時師從章太炎學《說文解字》，并相互结下友谊。另外周作人在日本還短暂學习俄文（與魯迅等共學）、梵文（與老師章太炎共學，教師是會說英語的旅日印度人，周給老師做英語翻譯）等。

### 中華民國成立後

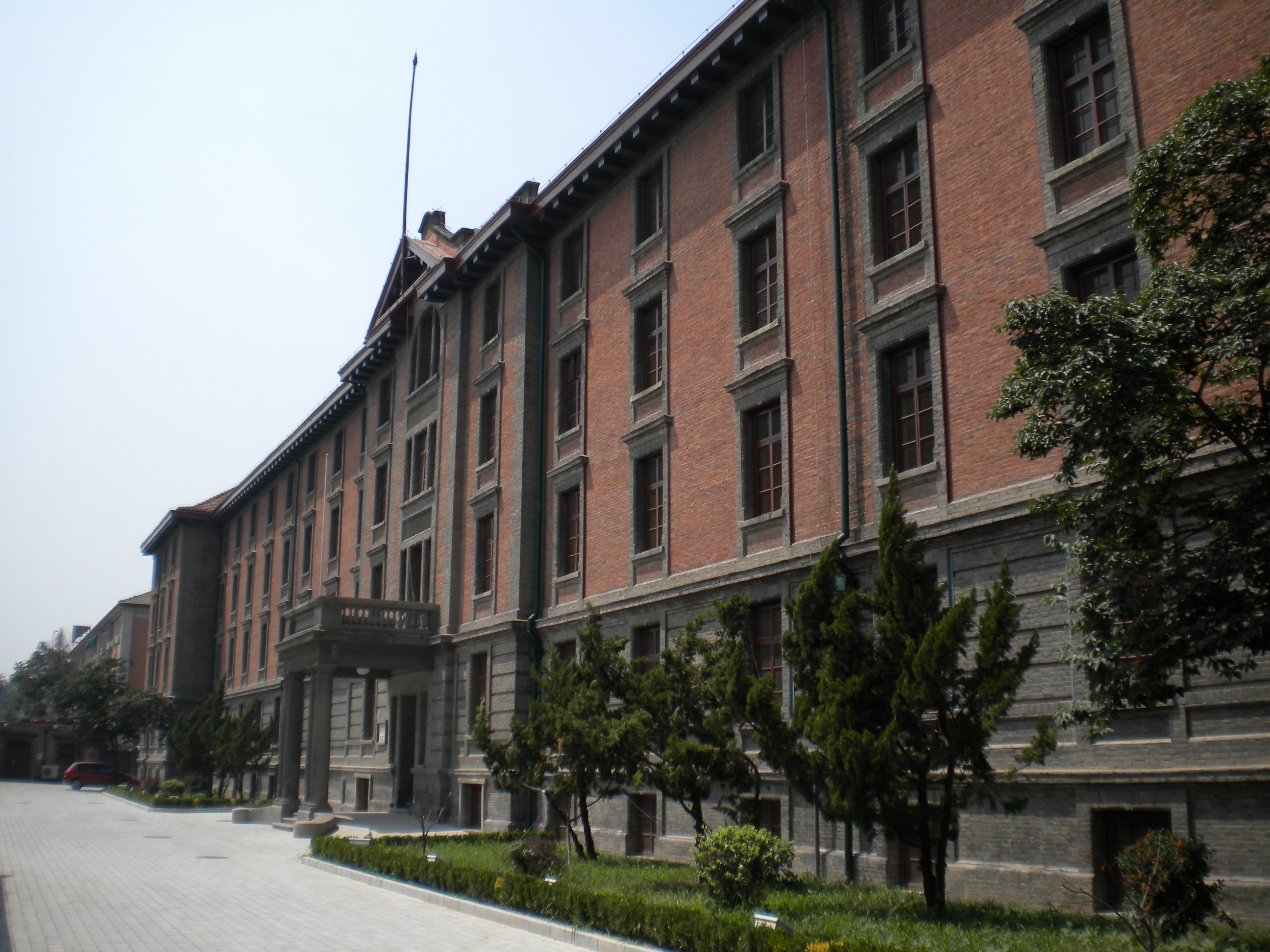
北大红楼

1911年從日本回中國，1912年做了半年浙江省教育司視學（督學），后轉浙江省立第五高級中學教員，教了4年英文，1917年到北京大學附屬國史編纂處做編纂，半年后的1918年出任北京大學文科（文學院）教授，擔任希臘羅馬文學史、歐洲文學史、近代散文、佛教文学等課程，並創辦北京大學東方語言文學系，出任首任系主任，该系師資還有张凤举、徐祖正等，後來因中日战争爆发而停辦。
他清新淡雅，如話家常的白話文，洋溢著深厚的中國、東洋、西洋古典與近現代文化素養，轟動一時，新文化運動中更發表影響深遠的《人的文學》《平民文学》《思想革命》等启蒙主义理论文章。
周作人还广泛参与社会活动，1919年起任中華民國教育部國語統一籌備會會員，與馬裕藻、朱希祖、錢玄同、劉復、胡適5位北大教員兼國語會會員在會上聯名提出《請頒行新式標點符號議案》，經大會通過後頒行全國。1922年與钱玄同、陆基、黎锦熙、杨树达、胡适、沈兼士等會員任國語統一籌備會汉字省体委员会委员（共16人）。
1922年，在“非基督教运动”高潮中，他和钱玄同、沈士远、沈兼士及马裕藻发表《信仰自由宣言》，重申信仰自由的精神。
1925年在女师大风潮中，周作人支持进步学生，与鲁迅、马裕藻、沈尹默、沈兼士、钱玄同等人连署发表《对于北京女子师范大学风潮宣言》，并担任女师大校务维持会会员。
1927年，李大釗等20餘名國民黨員（有的身兼共產黨員身份）被奉係軍閥張作霖絞死。周作人在冒有生命危險的情況下，把李氏子女李葆华和李星华藏在自己北京西城八道灣胡同的家中。此後，對李氏遺孤的救濟幫助一直持續近20年。 

### 抗日戰爭期間

#### 留平教授
1937年盧溝橋事變後，北京大學撤離北平，他沒有同行，成为四名“留平教授”之一（另外3位留守的教授是孟森、马裕藻、馮祖荀），受校长的委托看守校产。北大校長蔣夢麟后来在回憶錄（《西潮》和《新潮》）裡談到：「抗战的时候，他留在北平，我曾示意他说，你不要走，你跟日本人关系比较深，不走，可以保存这个学校的一些图书和设备。于是，他果然没有走，后来因他在抗战时期曾和日本人在文化上合作，被捉起来关在南京。我常派人去看他，并常送给他一些需用的东西和钱。记得有一次，他托朋友带了封信出来，说法庭要我的证据。他对法庭说，他留在北平并不是想做汉奸，是校长托他在那里照顾学校的。法庭问我有没有这件事？我曾回信证明确有其事。结果如何，因后来我离开南京时很仓促，没有想到他，所以我也没有去打听。」

#### 神秘槍擊案
1939年元旦，自稱是他的學生並自稱姓李的客人求見周作人，突然開槍將他擊倒，子彈射中銅扣而受輕傷。凶手逃逸后未被捉获。有关枪击案的凶手是谁一直众说纷纭。周作人始终坚持是日本軍方的阴谋，日方則說是國民黨特務所為。戰后有人在美國撰文，自稱當年是學生，不滿周的親日行止而下手。以時間點來說，周作人當時並沒有出任傀儡政權的任何行政職務，他先是應胡適主持的文化基金編譯委員會委託，在家裡翻譯英文和古希臘文稿件，直到文化基金編譯委員會搬到香港。1938年9月起至燕京大學（美國基督教背景）國文系每周授課6小時，擔任客座教授。但遭行刺后日軍宪兵进驻周作人家，却加速民眾對其親日印象的懷疑。

#### 出任汪精衛政權職務

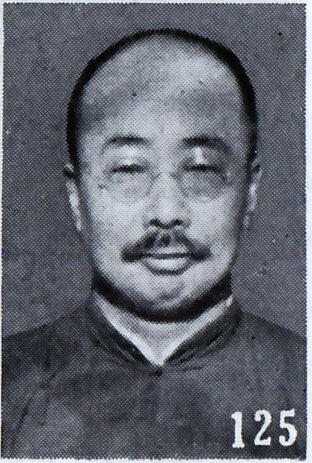
《最新支那要人傳》（1941年出版）中的周作人

經過槍擊案的身心衝擊，周作人在1939年1月接下中華民國臨時政府国立北京大學圖書館館長的聘書，3月應聘兼任北京大學「文學院籌辦員」，開學后兼任文學院院長。
1940年11月8日，汪精衛政權華北政務委員會教育總署督辦湯爾和因肺癌病逝，1940年12月19日，汪精衛政權中央政治委員會31次會議通過「特派周作人為華北政務委員會委員，並指定為常務委員兼教育總署督辦」，1941年元旦正式上任。
1941年10月起兼任東亞文化協議會會長，1943年3月29日任“藝文雜誌”總編輯（參考張深切“北京日記”），6月起兼任華北綜合調査研究所副理事長，1944年5月起兼任《華北新報》經理和報道協會理事、中日文化協會理事。

### 戰後
抗戰结束后，1945年12月在北平以漢奸罪名被蔣介石主政的國民政府逮捕，并押解南京受審，监禁于老虎橋監獄，周的朋友、學生紛紛為他開脫求情，俞平伯還給在美國辦外交的胡適寫了封長信，請求胡適為周說情。
1946年11月6日，高等法院判處他14年有期徒刑，1947年12月9日改判10年有期徒刑。
洪炎秋《我所認識的周作人》（1967年7月發表）一文寫到「理學院仍設景山東街前北京大學理學院原址，文學院因為沙灘紅樓被日本憲兵隊所佔據，乃在馬神廟北大圖書館邊新蓋三層大樓一座供用；這兩個學院在淪陷期間，不但絲毫沒有受到破壞，而且多少增加了一些設備，所以周作人勝利後在法案受審時，供稱他留在北平，並不是想當漢奸，是蔣夢麟校長託他在那裡照顧學校的，這樁事有蔣前任校長去函法院證實，而新任校長胡適之也替他證明有保全北大的圖書和設備之功，所以法院寬大為懷，只判了他十年的有期徒刑。」
鄭振鐸說：“日本妻子（羽太信子）給了他不好的影響。”
1949年1月22日，李宗仁接任中華民國總統，在國共和談的空氣中，下令釋放政治犯，周作人在1949年1月26日被放出監獄，坐火車到學生尤炳圻在上海的家暫住。
他曾通過尤炳圻聯繫以前教過的台灣籍學生洪炎秋（1946年回台灣，1948年起在台灣大學教書）表示有意到台灣，在北京大學修過周先生2學期2學分近代散文的洪炎秋〈我所認識的周作人〉1文回憶：「周作人知道將被釋放，叫尤君寫信給我，說他想來台灣，問我有沒有法子安置。我就找了老友郭火炎醫師，向他借用北投的別墅供住，郭君滿口答應，我於是立刻回信給尤君，告訴他住所已有，日常生活費用，我和老友張我軍可以負責設法，可是他出獄後沒能即刻來台，後來就斷絕消息了。」
他不到台灣與傅斯年在1949年1月20日接任台灣大學校長不無關係。
胡適從上海要到美國前，曾託王古魯遊說他離開中國，他反託王古魯勸胡適不要離開中國（見《知堂回想錄》）。
1949年8月14日，他從上海回到中國人民解放軍管治下的北平定居。
郭宇一《毛泽东与周作人》文中指出毛澤東很早就與周作人來往的事實，文中引1920年4月7日《周作人日記》：『毛澤東君來訪』。「君」常用於老師稱呼學生。（毛在北京大學圖書館工作時旁聽了許多課程，並造訪了多位老師。）《毛泽东与周作人》文中說周作人1949年後「给周恩来写了一封六千多字的长信，作了一些检讨，也为自己的过去作了一些解释。周恩来将这封信转呈毛泽东」。毛澤東對此信作了批示：“文化汉奸嘛，又没有杀人放火。现在懂希腊文的人不多了，养起来，做翻译工作，以后出版”。但據郭宇一的文章，「毛是否真的看到周作人的这封信，真的是否作了这样的批示，学界目前尚有争论」。
周作人的學生在台灣的有許世瑛（許壽裳大兒）、張我軍（板橋人）、鄭騫、洪炎秋（彰化人）等，作家張深切在北京曾和周作人來往。

### 中華人民共和國成立后
1949年10月1日，中華人民共和國成立。
周作人搬回北京八道灣的老房子，專心翻譯和寫作，以稿費維持生計。

#### 上書毛泽东
周作人在1951年給毛寫信，毛的秘書胡喬木1951年2月24日给毛泽东書面報告说：“周作人写了一封长信给你，辩白自己，要求不要没收他的房屋，不当他是汉奸。”“我的意见是：他应当彻底认错，像李季一样在报纸上悔过。他的房屋可另行解决（事实上北京地方法院也并未准备把他赶走）。他现已在翻译欧洲古典文学，领取稿费为生，以后仍可在这方面做些工作。周扬亦同此意。当否请示。”毛澤東批了：“照办。”

#### 翻譯
周作人從1952年8月起出任北京人民文学出版社編制外特約譯者，每月預支稿費200元人民幣，按月交稿。
反右運動中，在北京圖書館工作的兒子周豐一被劃為右派，停發工資，讓他的經濟負擔大增，只好給中央領導人寫信。
在康生和周揚的过问下，稿费從1960年1月起，調高到每月400元人民幣。
1964年9月起社会主义教育运动进入高潮，其稿费又減半至每月200元人民幣，當時他的妻子羽太信子已去世。
這段期間，他翻译日本古典文学和古希臘文學作品多部，同時應邀校訂別人的譯稿（《今昔物語集》、《源氏物語》等），日本現代文學譯作有：《石川啄木詩歌集》等。
有些沒有結集的日本文學中短篇譯作散見中國和香港傳媒。
他每個月開銷頗大，在寫給香港曹聚仁的信件裡面曾說：「人民文学社派人来说，每月需用若干。事实上同顾颉刚一样，需要五百一月，但是不好要得太多，所以只说四百。以后就照数付给」。「因为负担太重太多，所以支出太巨，每月要不足百元以上，这是我拮据之实情。」

#### 寫作
回憶魯迅的專書著作有：《魯迅的故家》《魯迅小說裡的人物》《魯迅的青年時代》。
在報刊發表散文隨筆，后輯成《木片集》。
經曹聚仁介紹，在香港傳媒連載回憶錄《知堂回想錄》，后结集出版。

#### 文革期間
1966年5月，中国大陆“文化大革命”開始。6月起，人民文學出版社不再給周作人預付稿費。8月24日，北京“红八月”期间，他被红卫兵拉到八道湾家里院中大榆树下，被皮鞭、棍子抽打，遭到批斗，家也被查封。其后周作人两次写了短文让儿媳张菼芳交给当地派出所，以求服用安眠药安乐死，都无音信。
1967年5月6日，周作人发病去世，享壽82岁。

## 家庭
周氏家族在明朝正德年间定居绍兴，到周作人这一代已是第14代。祖父周福清，字介孚，进士出身。父周凤仪，母鲁瑞。长兄樟寿（周树人、鲁迅），三弟松寿（周建人），妹端姑未满周岁即夭折，四弟椿寿六岁夭折。
周作人在日本娶了所寄居公寓做工的羽太信子为妻（1909年在東京結婚）。
生子周豐一（1997年病逝），女兒周靜子，1929年夭折的女兒周若子。
周豐一在中華人民共和國成立后，到北京圖書館（現在的中國國家圖書館）工作。
周豐一與其妻張菼芳照顧周作人度過晚年。

## 成就

### 散文
他主張「美文」及「言志文學」，風格平和沖淡，富幽默感，深具哲理，常援引詩文，有點田園詩人悠閒自得的情態，也有點隱逸與古雅的封建士大夫的風味，號稱真正的隱士。他在初期的散文集《自己的園地》和《雨天的書》，流露出一些現代人感情和思想，對現實和封建文化的不滿，以後提倡「言志」的趣味文學。

周作人最主要的成就是散文小品的创作，创造了一种独特的、成熟的散文风格——“平和、冲淡”，对后世的散文创作产生了深刻的影响。1920年代，周作人的散文曾风靡一时，并迅速形成一大流派：“言志派”。

### 翻譯
周作人精通日語、古希臘語、英語，並曾自學古英語、世界语。早在日本留学期间，就与鲁迅合作翻译出版《域外小说集》。
中國共產黨成立中華人民共和國後，周作人受到剝奪政治權利（1953年12月19日人民法院判決）的處分，在北京的家裡專事翻譯和寫作，但不允许以本名出版。中華人民共和國交給他翻譯希臘古典文學和日本古典文學這項任務（胡喬木提議，毛澤東批准），產生了一批高品質的日本文學和古希臘文學經典漢語譯本。
包括古希臘喜劇《財神》（阿里斯托芬作）、《希臘神話》、《伊索寓言》全譯本、古希臘悲劇《歐里庇得斯悲劇集》（與羅念生合作翻譯）；日本現存最古的史書《古事記》、滑稽短劇《狂言選》、平安时代隨筆代表作《枕草子》、滑稽本《浮世澡堂》（日文《浮世風呂》）和《浮世理髮館》等。他應邀校訂北京翻譯社的《今昔物語集》本朝部譯稿和豐子愷的《源氏物語》全部譯稿（與錢稻孫合作）。
他自己覺得畢生最重要，也最有成就感的譯作是用古希臘語（和羅馬帝國希臘化地區當時流行的新約希臘語、通用希臘語不同）寫作的古羅馬敘利亞作家、哲學家路吉阿諾斯的作品選《路吉阿諾斯對話集》。

### 魯迅研究
中華人民共和國成立後，他另一貢獻是撰寫《魯迅的故家》《魯迅的青年時代》《魯迅小說裡的人物》這些回忆性文章，为鲁迅研究提供了许多珍贵的第一手史料。

### 杂学
除了文学创作及翻译，周作人的研究涉及到了多个领域。在《我的杂学》中他提到了他所受到的杂学的影响。

## 著作和译著
- 周作人在世时自己编订的文集，大部分在生前已出版，现已由河北教育出版社结集再版：

《秉烛谈》《艺术与生活》《泽泻集》《过去的生命》《风雨谈》《苦茶随笔》《儿童文学小论》《中国新文学的源流》《秉烛后谈》《知堂乙酉文编》《鲁迅小说里的人物》《知堂回想录(上、下)》《自己的园地》《夜读抄》《雨天的书》《药堂杂文》《过去的工作》《立春以前》《鲁迅的故家》《永日集》《看云集》《苦口甘口》《苦竹杂记》《谈龙集》《谈虎集》《书房一角》《药堂语录》《周作人书信》《木片集》《苦雨斋序跋文》《鲁迅的青年时代》《欧洲文学史》《知堂文集》《瓜豆集》《药味集》《老虎桥杂诗》。
- 《周作人文类编》（共十卷），湖南文艺出版社1998年出版，ISBN 978-7-5404-1885-4，钟叔河编，共收文2954篇，包括：自编文集二十八种（约一千二百篇）、已编成未及出版的《木片集》和《饭后随笔》（四百馀篇）、集外文和未刊稿一千三百馀篇，按文章内容重新分类。

- 《周作人散文全集》（共十五卷），广西师范大学出版社2009年出版，ISBN 978-7-5633-8295-8，钟叔河编，收录周作人全部散文及部分日记、诗歌、书信、序跋、译文，涵括《周作人文类编》及《周作人自编文集》的全部内容，还有集外文及未刊稿，采用编年体形式辑录。

- 《周作人日记》上中下三册，1996大象出版社

《周作人译文全集》（共十二卷），上海人民出版社2019年出版。第一至五卷为古希腊文译作；第六至九卷为日文译作；第十至十一卷主要为英文及世界语译作。

### 古希臘語
- 《路吉阿諾斯對話集》
- 《希臘擬曲》
- 《財神》（古希臘喜劇）
- 《希臘神話》
- 《伊索寓言》（全譯本）
- 《歐里庇得斯悲劇集》（與羅念生合作，古希臘悲劇）

### 日本語
- 《古事記》
- 《狂言選》
- 《枕草子》
- 《浮世澡堂》（日本語《浮世風呂》）
- 《浮世理髮館》（日本語《浮世床》）
- 《現代日本小說集》（與魯迅合作）
- 《如夢記》
- 《石川啄木詩歌集》
- 《兩條血痕》
- 《平家物语》 (未译完)

### 英語
- 《域外小說集》（與魯迅合作）
- 《紅星佚史》
- 《現代小說譯叢》（與魯迅合作）
- 《希腊的神与英雄》

## 評價
舒芜说：“周作人是中国新文学新文化史上一个巨大的存在，又是个复杂的历史人物。早在清朝末年，周树人、周作人兄弟留学日本的时候，就从事新文学工作，倡导新文学运动，成了后来的‘五四’新文学运动的遥遥先驱。‘五四’新文学运动起来，他们都成为第一流的代表人物。周作人的名字，曾经是青年心目中一个辉煌的名字。”
关于周作人的文学成就——鄭振鐸說：“假如我們說，五四以來的中國文學有什麽成就，無疑的，我們應該說，魯迅先生和他，是兩個顛撲不破的巨石重陣；沒有了他們，新文學史上便要黯然失光。”
郁達夫說：“中國現代散文的成績，以魯迅、周作人兩人的爲最豐富最偉大，我平時的偏嗜，亦以此二人的散文爲最所溺愛。一經開選，如竊賊入了阿拉伯的寶庫，東張西望，簡直迷了我取去的判斷。”
張中行說：“我由上學時期讀新文學作品起，其後若干年，常聽人說，我自己也承認，散文，最上乘的是周氏弟兄，一剛勁，一沖淡，平分了天下，這不是吹捧，有一微末的事可以爲證，是不管不署名還是署生僻的筆名，熟悉的人看三行兩行就可以斷定：這是魯迅，這是周作人。這情況，輕一些說是他們有了自己的獨有的風格，重一些說是別人辦不了。別人辦不了，也許就可以說是高不可及。”
舒芜说：“他最早是作为翻译家出现，他的翻译工作，首先是一种启蒙工作，求新声于异邦的工作。他是北京大学第一个讲欧洲文学史的教授。他还写了大量的介绍外国作家作品，输入外国文学与理论知识的文章。接着他又作为文艺理论家批评家出名。他的名文《人的文学》，第一次给中国新文学运动制定了一个民主的人道的思想纲领，启发了一代两代的文学青年。接着他第一个提出了‘思想革命’的口号，为文学革命提出进一步的目标。他呼吁人的发现，女性的发现，儿童的发现，他提倡宽容和自由，反对束缚和统制。他又是最初的新诗人之一，他的长诗《小河》被推为中国新诗运动史上一个新的里程碑。周作人后来把写作的重点转向小品文，他对新文学新文化史的最重要的贡献是在这一方面，他的冲淡隽永，苦涩回甘的小品文，极尽“阴柔”之美，与鲁迅的极尽“阳刚”之美的杂文，两峰对峙，双水分流，代表中国新文学的最高成就。”
在鲁迅晚年与美国愛德加·史諾夫人的谈话记录稿中，史諾夫人问中国最优秀的杂文家有哪些，鲁迅说出的第一个就是周作人。
陈之藩在《在春风里·纪念适之先生之八》一文中写道：“胡先生（指胡适）对周作人的偏爱，是著名的。他不止一次的跟我说：‘到现在值得一看的，只有周作人的东西了’。他在晚年是尽量搜集周作人的东西。”
关于周作人的学识——張中行說：“在我熟識的一些前輩裏，讀書的數量之多，內容之雜，他恐怕要派在第一位。多到什麽程度，詳說確說，他以外的人做不到。但可以舉一事爲例，他說他喜歡涉覽筆記，中國的，他幾乎都看過。如他的文集所提到，絕大多數是偏僻罕爲人知的，只此一類，也可見數量是如何大。何況還有雜，雜到不只古今，還有中外。他通日語、英語和希臘語，據我所知，他之熟悉日文典籍，似乎不下於中文典籍。英語呢，專說他常提到的藹理斯，他自己說有藹氏書二十六冊，加上向我借閱的《藹理斯自傳》，是二十七冊，其中最大的一種是《性心理研究》，連補編共七厚冊，總不少於三百萬字吧，他都讀了……還喜歡讀一些正統儒生不大注意的書，如《齊民要術》《天工開物》《南方草木狀》《燕京歲時記》以及謠諺、笑話之類。總而言之，還是無所不讀。”
黄乔生说：“周氏少时接受旧学训练，颇涉野史笔记，自述由杂学入门。后步长兄树人（鲁迅）后尘，求学南京，留学日本，得异域文化熏陶，参较中西，遂淹博贯通。此可谓由杂而一。五四时代，本思想启蒙之旨于神话学、民俗学、生物学、性心理学等东西洋著述，多所译介，于中国思想革命及新学科之创立，功不可没。此可谓由一而杂。此后转而广览中国古代笔记，提要勾玄，披沙拣金，用功甚勤。推崇平实态度，讲伦理准乎自然，论道义力避空谈。己所不欲，勿施于人。因同情而宽容，不责备于古人，惟佳言之务得，思有惠于后学。常述先贤通达之论，公诸同好，其为书话，蔚成大观。此乃由复杂归于一。”
文潔若說：“周作人爲人民文學出版社譯的日本古典作品，從八世紀初的《古事記》、十一世紀的女官清少納言的隨筆《枕草子》、十三世紀的《平家物語》、十四世紀的《日本狂言選》、十八世紀的《浮世澡堂》和《浮世理髮館》，以至本世紀的《石川啄木詩歌集》，時間跨度達一千多年。每一部作品他譯起來都揮灑自如，與原作不走樣。最難能可貴的是，不論是哪個時代的作品，他都能夠從我國豐富的語彙中找到合適的字眼加以表達。這充分說明他中外文學造詣之深……每部譯稿，他必加上詳細的注釋，並在前言後記中交代作者生平、作者的歷史背景、藝術特色等。他立論精闢，提綱挈領，深入淺出，恰到好處。”
林燕说：“周氏所译，往往是他人很少光顾的作品。这大概不是为了独辟蹊径，而是一个眼光问题。”